# Henriett Seth-F.
Henriett Seth-F. (Henrietta Fajcsák), madžarska pisateljica, pesnica in likovna umetnica. * 27. oktober 1980, Eger, Madžarska.

## Življenje in delo
Pri osmih letih je znala pesmi Józsefa Attile, igrala je flavto, kasneje še kontrabas in pogosto nastopala na koncertih. Vse osnovne šole so ji zavrnile vpis zaradi težav s sporazumevanjem. Končno je bila sprejeta v glasbeno-umetniški razred. Pri desetih letih je zmagala na natečaju za kratko zgodbo, 2000 in 2001 pa na XII. in XIII. mednarodnem literarnem tekmovanju; prvič v pesniški kategoriji, drugič pa v dveh (pesniška kategorija in roman). Njena prva knjiga »Zaprta vase zaradi avtizma« je izšla v madžarščini leta 2005. Druga knjiga, kratka znanstvenofantastična zgodba »Avtizem – drug svet« pa leta 2006. V srednji šoli je bila najboljša učenka vsa štiri leta (z IQ 140). Pri 18 letih je (tudi za umetniško delo) dobila nagrado Geze Gardonyja. Študirala je na fakulteti za psihologijo in sociologijo, leta 2002 pa se je zaradi komunikacijskih in vedenjskih težav upokojila. Spada med najboljše madžarske pesnike 21. stoletja.